# Amt Grünhain
Das Amt Grünhain war eine im Erzgebirgischen Kreis gelegene territoriale Verwaltungseinheit des 1806 in ein Königreich umgewandelten Kurfürstentums Sachsen.
Bis zum Ende der sächsischen Ämterverfassung im Jahr 1856 bildete es den räumlichen Bezugspunkt für die Einforderung landesherrlicher Abgaben und Frondienste, für Polizei, Rechtsprechung und Heeresfolge.

## Geographische Ausdehnung
Das Kerngebiet des ab 1536 bestehenden Amtes Grünhain lag nordöstlich der Stadt Schwarzenberg um den Ort Grünhain mit dem Kloster Grünhain und reichte in seiner östlichen Ausdehnung bis zum Bärenstein südlich der Stadt  Annaberg-Buchholz im Westerzgebirge. Die größte Exklave lag nördlich der Stadt Stollberg/Erzgeb.

## Angrenzende Verwaltungseinheiten
Die Angaben beziehen sich auf den Hauptteil des Amts um den Hauptort Grünhain.
|                           | Amt Stollberg                               | Amt Wolkenstein |
| Amt Schönburg-Hartenstein | Kompassrose, die auf Nachbargemeinden zeigt | Amt Schlettau   |
| Kreisamt Schwarzenberg    |                                             | Amt Crottendorf |

## Geschichte

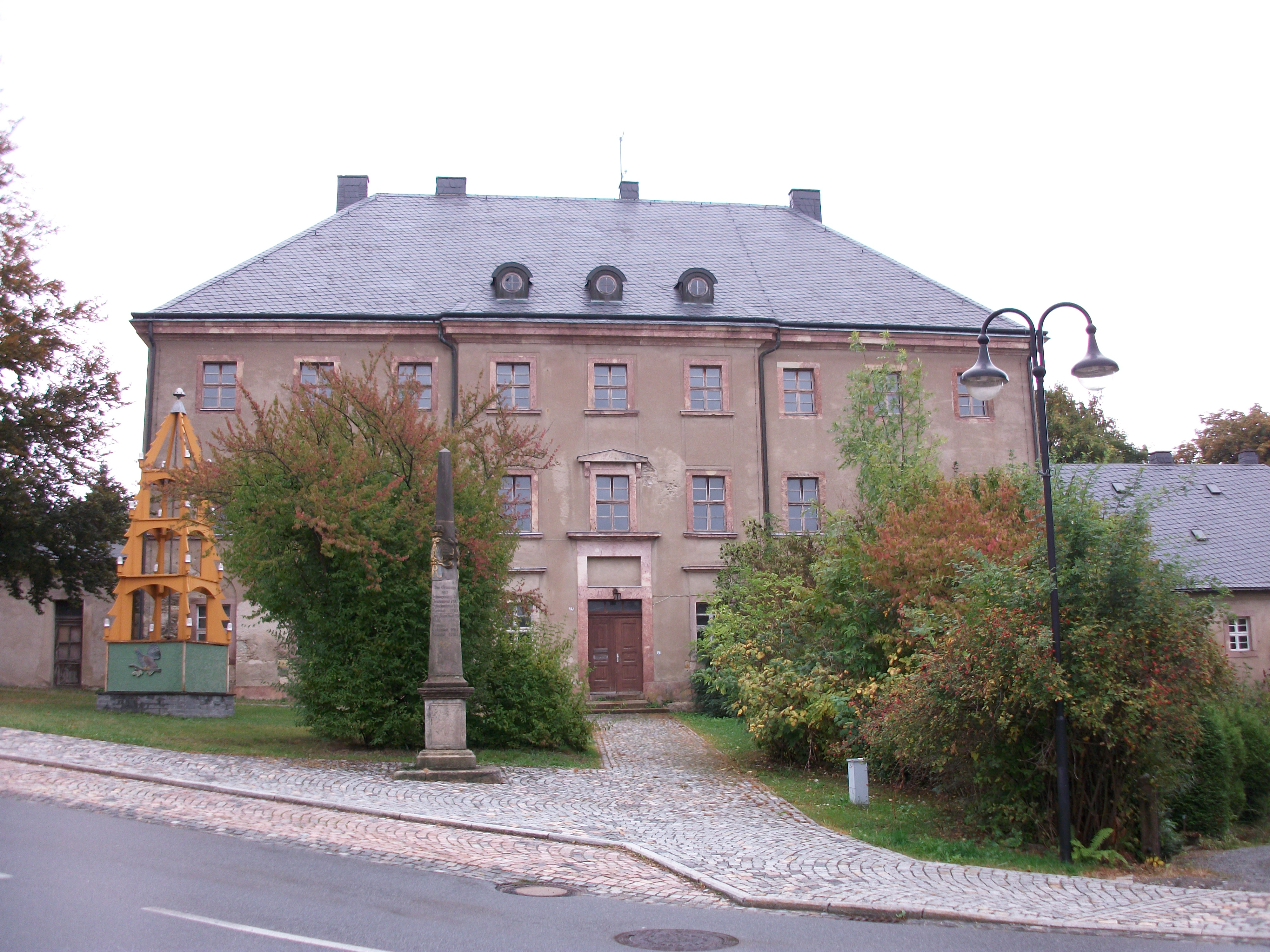
Amtshaus Grünhain

Die Ursprünge des Amtes Grünhain liegen im reichen Besitz des Grünhainer Zisterzienserklosters, das neben dem Grundbesitz um Grünhain auch über Gebiete im Umland von Hartenstein, Altenburg und Kaaden (Böhmen) verfügte. Bereits 1240 erhielt das Kloster zehn Dörfer im Umland von Schwarzenberg aus dem Gebiet der oberen Grafschaft Hartenstein. 1413 wurde die böhmische Pflege Schlettau erworben.  Seit der Leipziger Teilung 1485 gehörte es zur ernestinischen Linie der Wettiner.
Nach Einführung der Reformation wurde das Kloster Grünhain 1533 aufgelöst. Im Jahr darauf taucht erstmals die Bezeichnung Klosteramt Grünhain auf. Das ehemals klösterliche Territorium war in die Hände des Kurfürstentums Sachsen gelangt. Nachdem der letzte Grünhainer Abt 1536 förmlich abgedankt hatte, ging man daran, dem neu geschaffenen Amt eine gebietsmäßig einheitlichere Gestalt zu verleihen. Aus dem Kerngebiet um Grünhain wurden die Ämter Grünhain (Klosteramt) und Schlettau (ehemalige Pflege Schlettau) eingerichtet. Einige weiter entfernte Dörfer gingen an die Ämter Zwickau und Altenburg und an die Schönburgischen Herrschaften. Über die böhmischen Besitzungen herrschte zunächst Unklarheit. Erst 1549 gingen diese in den Besitz des Böhmischen Königs Ferdinand I. über. Das Amt Schlettau wurde kurze Zeit nach dessen Gründung wieder mit dem Amt Grünhain vereinigt. Nach der Niederlage der Ernestiner im Schmalkaldischen Krieg 1547 war das Amt Grünhain albertinisch.
Im Verlauf der Zeit änderte sich die Zusammensetzung des Amtsbesitzes. So wurde das bereits zu Klosterzeit erworbene Schlettau 1553 selbstständig, nach dem Dreißigjährigen Krieg aber wieder ins Amt einverleibt. Neben der Stadt Elterlein und einigen Dörfern (1559), kam 1700 auch die Bergstadt Buchholz zum Amt.
Bereits 1536 legte man ein Gerichtsbuch an, das die Amtshandlungen, zunächst meist Verzichte, beinhaltete, und 1998 vom Adam-Ries-Bund in Regestenform zur Veröffentlichung gebracht wurde. Durch die oben genannten Neu- und Umordnungen der Besitzungen konnte erst 1546 ein erstes Amtserbbuch angelegt werden.
Das Amt Grünhain bestand bis 1856 als Teil des Erzgebirgischen Kreises und ging in seinem Kerngebiet in den Amtshauptmannschaften Schwarzenberg, Annaberg (Pflege Schlettau) und Chemnitz (Gebiete um Zwönitz und nördlich von Stollberg/Erzgeb.) auf.

## Bestandteile
| Ort                                                            | heutige Ortszugehörigkeit    | Amtszugehörigkeit vor dem Verkauf an das Kloster Grünhain                | Bemerkungen                                                               |
| -------------------------------------------------------------- | ---------------------------- | ------------------------------------------------------------------------ | ------------------------------------------------------------------------- |
| Stadt Grünhain mit dem Kloster Grünhain                        | Stadt Grünhain-Beierfeld     | obere Grafschaft Hartenstein (bis 1240)                                  | seit der Klostergründung im Besitz des Klosters                           |
| Beierfeld (Beyervelt)                                          | Stadt Grünhain-Beierfeld     | obere Grafschaft Hartenstein (bis 1240)                                  | nach 1843 zum Amt Schwarzenberg                                           |
| Waschleithe                                                    | Stadt Grünhain-Beierfeld     |                                                                          | der Ort entstand um 1528                                                  |
| Obersachsenfeld (Sachsinvelt)                                  | Stadt Schwarzenberg          | obere Grafschaft Hartenstein (bis 1240)                                  | nach 1816 zum Amt Schwarzenberg                                           |
| Wildenau (Wildennaw)                                           | Stadt Schwarzenberg          | obere Grafschaft Hartenstein (bis 1240)                                  |                                                                           |
| Raschau (Raschaw)                                              | Gemeinde Raschau-Markersbach | obere Grafschaft Hartenstein (bis 1240)                                  |                                                                           |
| Langenberg                                                     | Gemeinde Raschau-Markersbach |                                                                          | der Ort entstand erst im 17. Jahrhundert                                  |
| Unterscheibe und Markersbach (Marckquartißpach)                | Gemeinde Raschau-Markersbach | obere Grafschaft Hartenstein (bis 1240)                                  | lag vermutlich auf dem Grund des verschwundenen Orts Newnhußen            |
| Dittersdorf (Ditterstorf)                                      | Stadt Lößnitz                | niedere Grafschaft Hartenstein (bis 1240)                                |                                                                           |
| Bernsbach (Wernhardißpach)                                     | Stadt Lauter-Bernsbach       | obere Grafschaft Hartenstein (bis 1240)                                  |                                                                           |
| Bergstadt Zwönitz                                              | Stadt Zwönitz                | Herrschaft Stollberg (bis 1286)                                          |                                                                           |
| Lenkersdorf (grünhainischer Anteil)                            | Stadt Zwönitz                | niedere Grafschaft Hartenstein (bis 1312)                                | der andere Anteil blieb nach 1312 bei der niederen Grafschaft Hartenstein |
| Kühnhaide                                                      | Stadt Zwönitz                | Herrschaft Stollberg (bis 1286)                                          | lag vermutlich auf dem Grund des verschwundenen Orts Westervelt           |
| Gu(e)nselsdorf (= Günsdorf) (Exklave)                          | Stadt Zwönitz                | Herrschaft Stollberg (bis 1286)                                          | nach 1843 zum Amt Stollberg                                               |
| Stadt Elterlein mit Brünlas und Burgstädtel                    | Stadt Elterlein              | obere Grafschaft Hartenstein (bis 1559), dann Amt Crottendorf (bis 1590) |                                                                           |
| Hermannsdorf (Hermersdorf)                                     | Stadt Elterlein              | wahrscheinlich ursprünglich zur Herrschaft Pöhlberg                      |                                                                           |
| Schwarzbach (Swartzpach)                                       | Stadt Elterlein              | obere Grafschaft Hartenstein (bis 1240)                                  |                                                                           |
| Gablenz (Exklave)                                              | Stadt Stollberg/Erzgeb.      | Herrschaft Stollberg (bis 1286)                                          | nach 1843 zum Amt Stollberg                                               |
| Kirchberg, Ursprung (Exklave)                                  | Gemeinde Erlbach-Kirchberg   |                                                                          | gehörte nach 1843 zum Amt Stollberg                                       |
| Leukersdorf (Gutsgemeinde), Seifersdorf, Pfaffenhain (Exklave) | Gemeinde Jahnsdorf/Erzgeb.   |                                                                          | gehörte nach 1843 zum Amt Stollberg                                       |
| Abtei Oberlungwitz (Exklave)                                   | Stadt Oberlungwitz           |                                                                          | nach 1764 zum schönburgischen Amt Remse                                   |
| Oelsnitz/Erzgeb., grünhainischer Anteil (Exklave)              | Stadt Oelsnitz/Erzgeb.       | Herrschaft Wildenfels                                                    | gehörte nach 1843 zum Amt Stollberg, Stadt seit 1924                      |
| Dörfel (Marienberg) (Exklave)                                  | Stadt Marienberg             |                                                                          | gehörte nach 1843 zum Amt Wolkenstein                                     |
| Grünau (Exklave)                                               | Gemeinde Langenweißbach      | Herrschaft Wildenfels (bis 1401)                                         | nach 1843 zum Amt Kirchberg                                               |
| Zschocken (grünhainischer Anteil) (Exklave)                    | Stadt Hartenstein            | Herrschaft Wildenfels                                                    | gehörte nach 1843 zum Amt Zwickau                                         |
| Dörfel (Schlettau)                                             | Stadt Schlettau              | vermutlich vor 1590 zum Mühlenamt Annaberg                               |                                                                           |
| Stadt Schlettau mit dem Schloss Schlettau                      | Stadt Schlettau              | Amt Schlettau, nach 1548 mit dem Amt Grünhain vereinigt                  |                                                                           |
| Walthersdorf                                                   | Gemeinde Crottendorf         | Amt Schlettau, 1548 mit dem Amt Grünhain vereinigt                       |                                                                           |
| Cranzahl                                                       | Gemeinde Sehmatal            | Amt Schlettau, nach 1548 mit dem Amt Grünhain vereinigt                  |                                                                           |
| Sehma                                                          | Gemeinde Sehmatal            | Amt Schlettau, 1548 mit dem Amt Grünhain vereinigt                       |                                                                           |
| Bergstadt Buchholz                                             | Stadt Annaberg-Buchholz      | Amt Schlettau, 1548 mit dem Amt Grünhain vereinigt                       | Ende des 15. Jahrhunderts angelegt                                        |
| Cunersdorf                                                     | Stadt Annaberg-Buchholz      | Amt Schlettau, 1548 mit dem Amt Grünhain vereinigt                       |                                                                           |
| Königswalde (Amtsseite)                                        | Gemeinde Königswalde         | Amt Schlettau, 1548 mit dem Amt Grünhain vereinigt                       |                                                                           |
| Bärenstein, Kühberg                                            | Gemeinde Bärenstein          | Amt Schlettau, 1548 mit dem Amt Grünhain vereinigt                       | um 1500 entstanden                                                        |
| Stahlberg                                                      | Gemeinde Bärenstein          | Amt Schlettau, 1548 mit dem Amt Grünhain vereinigt                       | im 16. Jh. von Exulanten gegründet                                        |

## Amtleute
- George Trützschler, Amtmann 1538/1544
- Wolf Ragwitz, Amtsschösser 1560/1567